# 미국 해군 타격 전투기 전술 강사 프로그램

NFWS 졸업생에게 수여되는 패치

미국 해군 타격 전투기 전술 강사 프로그램(영어: United States Navy Strike Fighter Tactics Instructor program), 간단히 SFTI 프로그램(SFTI program) 또는 대중적으로 탑건(TOPGUN)은 선택된 미국 해군 비행사와 해군 비행 장교에게 전투기 및 타격 전술과 기술을 가르치는 프로그램이다. 1969년 3월 3일 캘리포니아주 샌디에이고 미라마 해군 항공 기지에 소재한 미국 해군 전투기 무기 학교(영어: United States Navy Fighter Weapons School)로 시작하였다. 1996년에 학교는 네바다주 팰런 근처에 소재한 팰런 해군 항공 기지에 있는 해군 항공 전투 개발 센터로 병합되었다.

## 같이 보기
- 레드 플래그 훈련